# Typhlocyba vestita
Typhlocyba vestita är en insektsart som beskrevs av Mcatee 1926. Typhlocyba vestita ingår i släktet Typhlocyba och familjen dvärgstritar. Inga underarter finns listade i Catalogue of Life.